# Фернанду Рибейру
Фернандо Мигел Сантос Рибейро (на португалски: Fernando Miguel Santos Ribeiro, роден на 26 август 1974 г. в Лисабон) е вокалист на португалската готик метъл група Мунспел.

## Публикации
- Como Escavar um Abismo, ISBN 989-552-144-8, Wydawnictwo QUASI 2001
- As Feridas Essenciais, ISBN 978-989-552-040-4, Wydawnictwo QUASI 2004
- Diálogo de Vultos, ISBN 978-989-552-256-9, Wydawnictwo QUASI 2007